# Kavyl chlupatý
Kavyl chlupatý (Stipa dasyphylla) je rostlina z čeledi lipnicovitých. V České republice se vyskytuje na jižní Moravě, v Českém středohoří a je chráněna zákonem. Celosvětově se vyskytuje ve střední a jižní Evropě, ve stepních oblastech východní sibiře, v Povolží a Podoní.

## Popis
Až 80 cm vysoká rostlina. Celkově ochlupená. Nejnápadnější částí rostliny je péřitá dekorativní lata, vykvétající v květnu.